# Jennings (Maryland)
Jennings es un lugar designado por el censo ubicado en el condado de Garrett en el estado estadounidense de Maryland. En el año 2010 tenía una población de 113 habitantes.

## Demografía
Según la Oficina del Censo.